# Condado de Crittenden (Arkansas)
El condado de Crittenden (en inglés: Crittenden County) es un condado del estado estadounidense de Arkansas. En el censo de 2000 tenía una población de 50 866 habitantes. La sede de condado es Marion. El condado de Crittenden fue el 12° de los 75 condados actuales de Arkansas en ser creado, siendo fundado el 22 de octubre de 1825. Fue nombrado en honor a Robert Crittenden, el primer Secretario del Territorio de Arkansas. Forma parte del área metropolitana de Memphis.

## Geografía

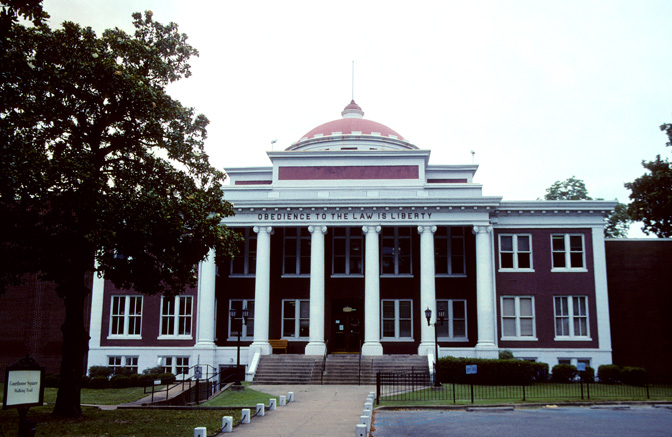
Juzgado del condado de Crittenden en Marion.

Según la Oficina del Censo, el condado tiene un área total de 1649 km² (637 sq mi), de la cual 1580 km² (610 sq mi) es tierra y 69 km² (27 sq mi) (4,17%) es agua.

### Condados adyacentes
- Condado de Mississippi (noreste)
- Condado de Tipton, Tennessee (este)
- Condado de Shelby, Tennessee (este)
- Condado de DeSoto, Misisipi (sureste)
- Condado de Tunica, Misisipi (sur)
- Condado de Lee (suroeste)
- Condado de St. Francis (oeste)
- Condado de Cross (oeste)
- Condado de Poinsett (noroeste)

### Áreas protegidas nacionales
- Wapanocca National Wildlife Refuge

## Autopistas importantes
- Interestatal 40
- Interestatal 55
- Interestatal 555
- U.S. Route 61
- U.S. Route 63
- U.S. Route 64
- U.S. Route 70
- U.S. Route 79
- Ruta Estatal de Arkansas 38
- Ruta Estatal de Arkansas 42
- Ruta Estatal de Arkansas 50
- Ruta Estatal de Arkansas 77
- Ruta Estatal de Arkansas 147

## Demografía
En el  censo de 2000, hubo 50 866 personas, 18 471 hogares, y 13 373 familias residiendo en el condado. La densidad poblacional era de 83 personas por milla cuadrada (32/km²). En el 2000 había 20 507 unidades unifamiliares en una densidad de 34 por milla cuadrada (13/km²). La demografía del condado era de 50,91% blancos, 47,05% afroamericanos, 0,24% amerindios, 0,47% asiáticos, 0,02% isleños del Pacífico, 0,66% de otras razas y 0,64% de dos o más razas. 1,42% de la población era de origen hispano o latino de cualquier raza. 
La renta promedia para un hogar del condado era de $30 109 y el ingreso promedio para una familia era de $34 982. En 2000 los hombres tenían un ingreso per cápita de $31 299 versus $21 783 para las mujeres. La renta per cápita para el condado era de $14 424 y el 25,30% de la población estaba bajo el umbral de pobreza nacional.

## Ciudades y pueblos
| - Anthonyville - Crawfordsville - Earle | - Edmondson - Gilmore - Horseshoe Lake | - Jennette - Jericho - Marion | - Sunset - Turrell - West Memphis |